# Марк Элий Аврелий Теон
Марк Элий Аврелий Теон (лат. Marcus Aelius Aurelius Theo) — римский государственный деятель середины III века.

## Биография
Теон происходил из Аримина, патроном которого он являлся. О его карьере известно из одной надписи, найденной в этом городе. Теон начал свою карьеру как децемвир по судебным разбирательствам. Затем он прошел военную службу в качестве трибуна латиклавий сначала в XI Клавдиевом легионе, который располагался в Дуросторе в провинции Нижняя Мезия, а затем в XII Молниеносном легионе, лагерь которого находился в Мелитене в провинции Каппадокия. Впоследствии он получил ранг квестория, не занимая ранее должность квестора. После этого Теон был народным трибуном и претором. Помимо этого, он был избран в коллегию жрецов Адриана. Последняя упоминаемая должность в ариминской надписи — это пост судьи в регионах Фламиния, Умбрия и Пицен. Эти этапы карьеры Теон иногда относят к эпохе правления Александра Севера.
Надпись, найденная в Бостре, свидетельствует, что Теон занимал также должность легата пропретора провинции Аравия. В надписи из Бостры, установленной в его честь солдатами III Киренаикского легиона, он упоминается как консул-десигнат. Эта надпись датируется периодом совместного правления Валериана I и Галлиена (253—260 годы). Вероятно, Теон возглавлял Аравию с 253 по 256 год. Впрочем, есть мнение, что Теон из ариминской надписи мог быть отцом Теона из бострийской надписи и что следует вообще разделять эти две персоны.